# Judith P. Fischer

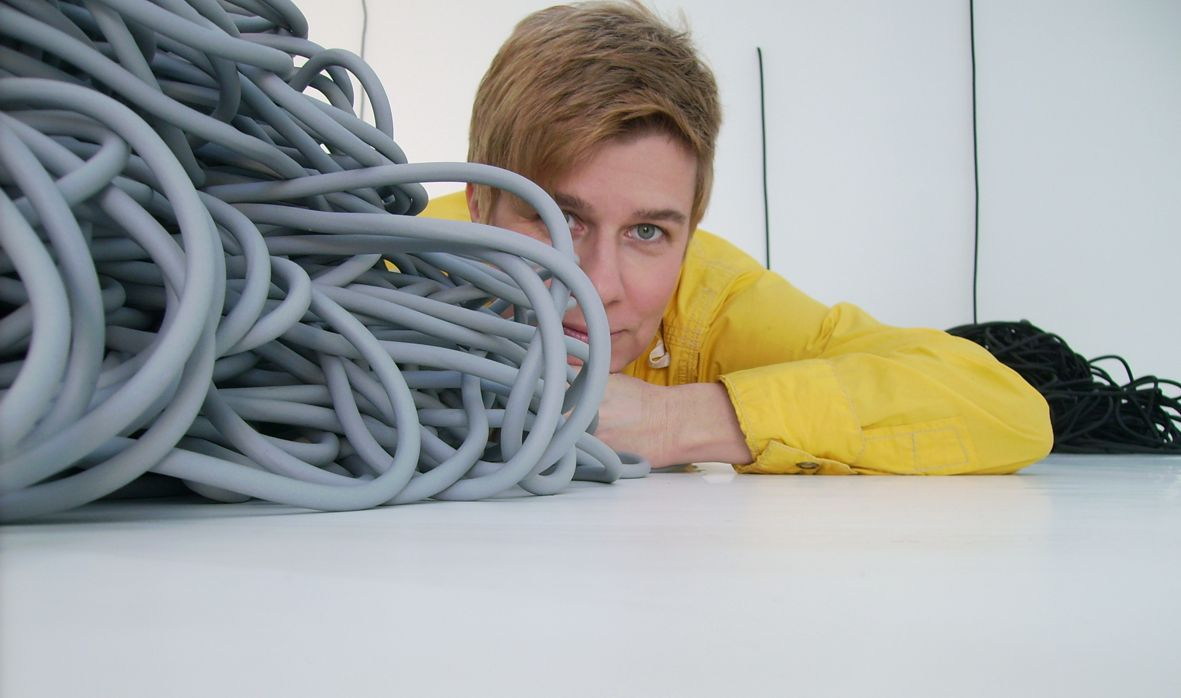
Judith P. Fischer (2011)

Judith P. Fischer (* 11. Mai 1963 in Linz) ist eine österreichische Bildhauerin und Zeichnerin.

## Leben und Werk
Fischer studierte Gesang an der Universität für Musik und darstellende Kunst Wien (1990 Diplom). Gleichzeitig absolvierte sie das Studium der Bildhauerei an der Universität für angewandte Kunst Wien bei Wander Bertoni, wo sie 1991 diplomierte.
In vielen ihrer Werke verbindet Fischer zeichnerische und fotografische Elemente mit dem Plastischen oder erweitert Zweidimensionales in den Raum. Dadurch versucht sie die Begriffe der Universalität und Interdisziplinarität neu zu definieren. Ihre Kunst zeichnet sich durch eine haptische, mitunter sinnliche Anmutung und unerwartete Gegenüberstellungen von Materialien aus, wie etwa Stahl in Kombination mit Silikon. Ein Schwerpunkt in Fischers Werk ist die Zeichnung, die den Objekten ergänzend, aber auch eigenständig zur Seite gestellt wird. Seit 1991 realisiert Fischer Kunstprojekte im öffentlichen Raum und seit 2005 kuratiert sie Gruppenausstellungen im In- und Ausland. Seit 2019 ist Judith P. Fischer als Senior Lecturer in der Abteilung Aktzeichnen am Institut für Kunst und Technologie der Universität für angewandte Kunst Wien tätig.
Judith P. Fischer ist Mitglied der Gesellschaft bildender Künstlerinnen und Künstler Österreichs und der IG Bildende Kunst. Sie lebt und arbeitet in Wien und Niederösterreich.

## Kunst-am-Bau-Projekte

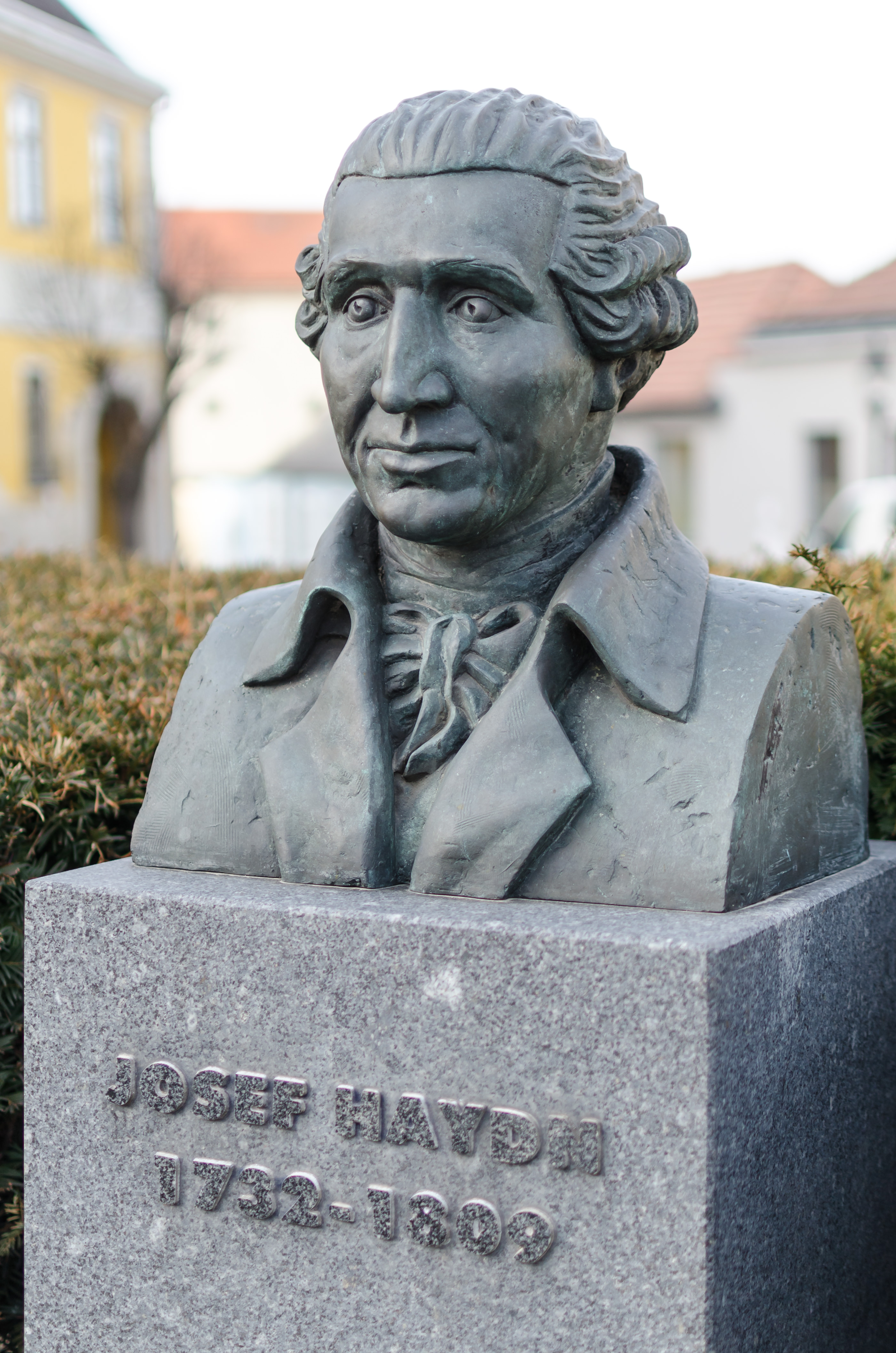
Josef Haydn Denkmal am Haydnplatz, Hainburg an der Donau

- 1991 „smoke“, Steinskulptur, Wohnhaussiedlung in Hainburg an der Donau
- 1994 „diffusion number one“, Forschungszentrum, Wien
- 1996 „skull“, Flughafen Wien
- 1998 „Josef Haydn Denkmal“, Hainburg an der Donau
- 2004 „cascade“, Handelsakademie Korneuburg
- 2011 „Glockenzier“, 3 Glocken für das Seelsorgezentrum Lichtenberg in Oberösterreich[2]
- 2013 „gate“, COR-TEN Stahlskulptur für das Wirtschaftszentrum Niederösterreich, St. Pölten[3]
- 2015 „mutiara“, Gedenkraum in der Pfarre Schönau im Mühlkreis, Oberösterreich[4]
- 2019 „…together“, Wandinstallation für ein Wohnhaus der Wohnhausanlage Glanbogen in Salzburg[5]
- 2022 „Ha(SHE)tech“, für die ÖBB Infrastruktur AG am Praterstern, Wien

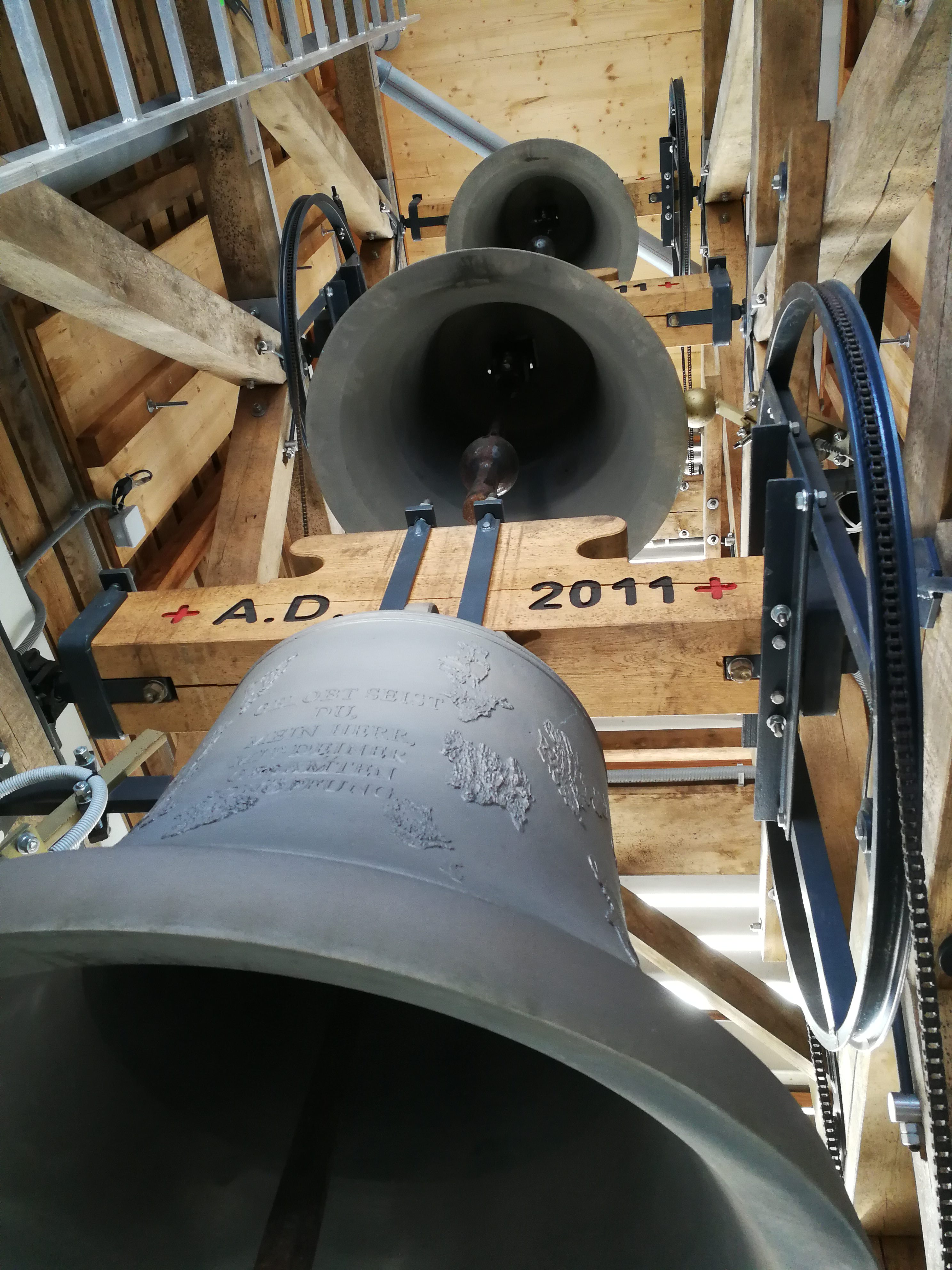
„Glockenzier“ im Seelsorgezentrum Lichtenberg, 2011

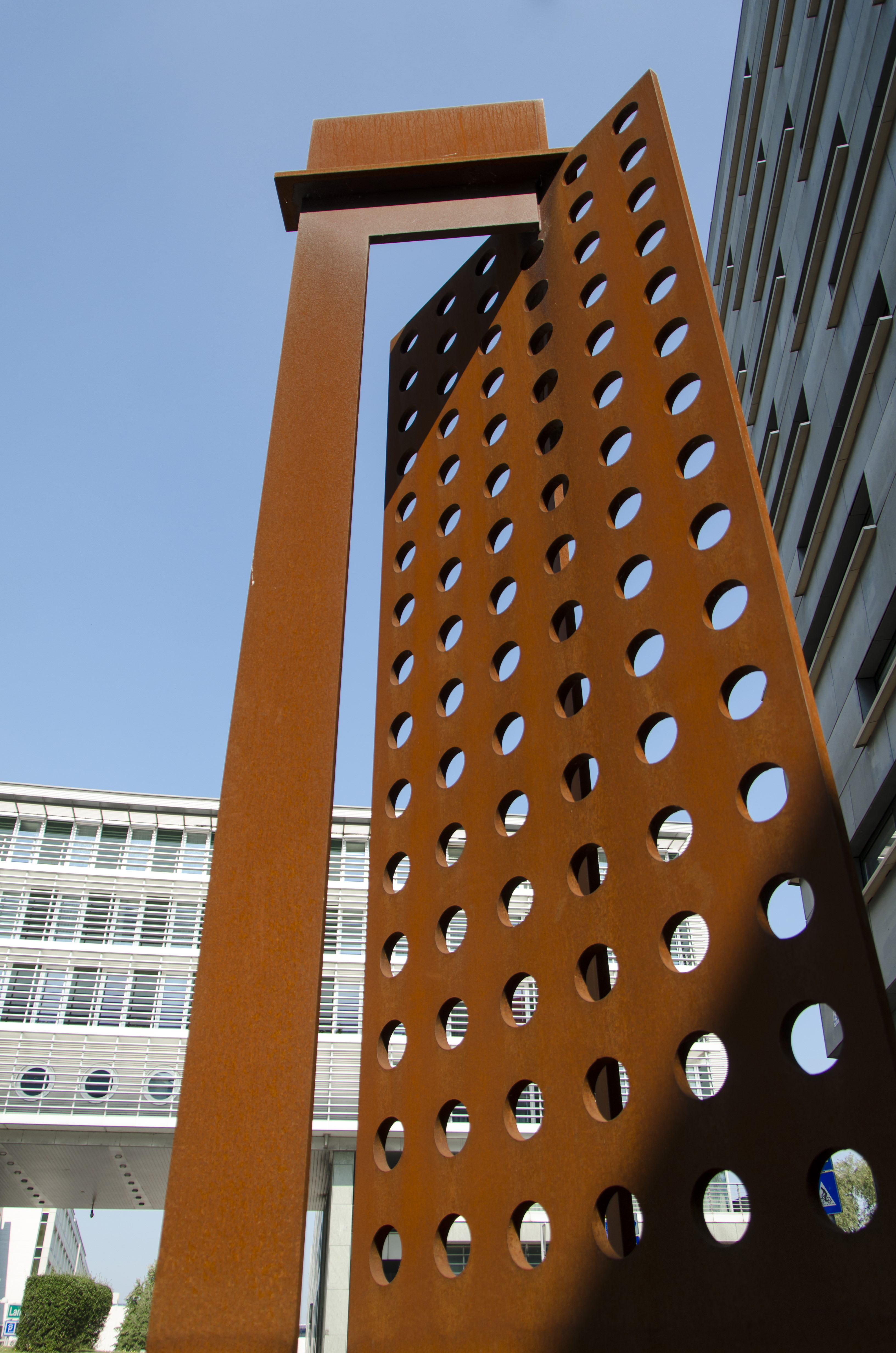
„Gate“. Stahlskulptur für das Wirtschaftszentrum Niederösterreich, St. Pölten, 2013

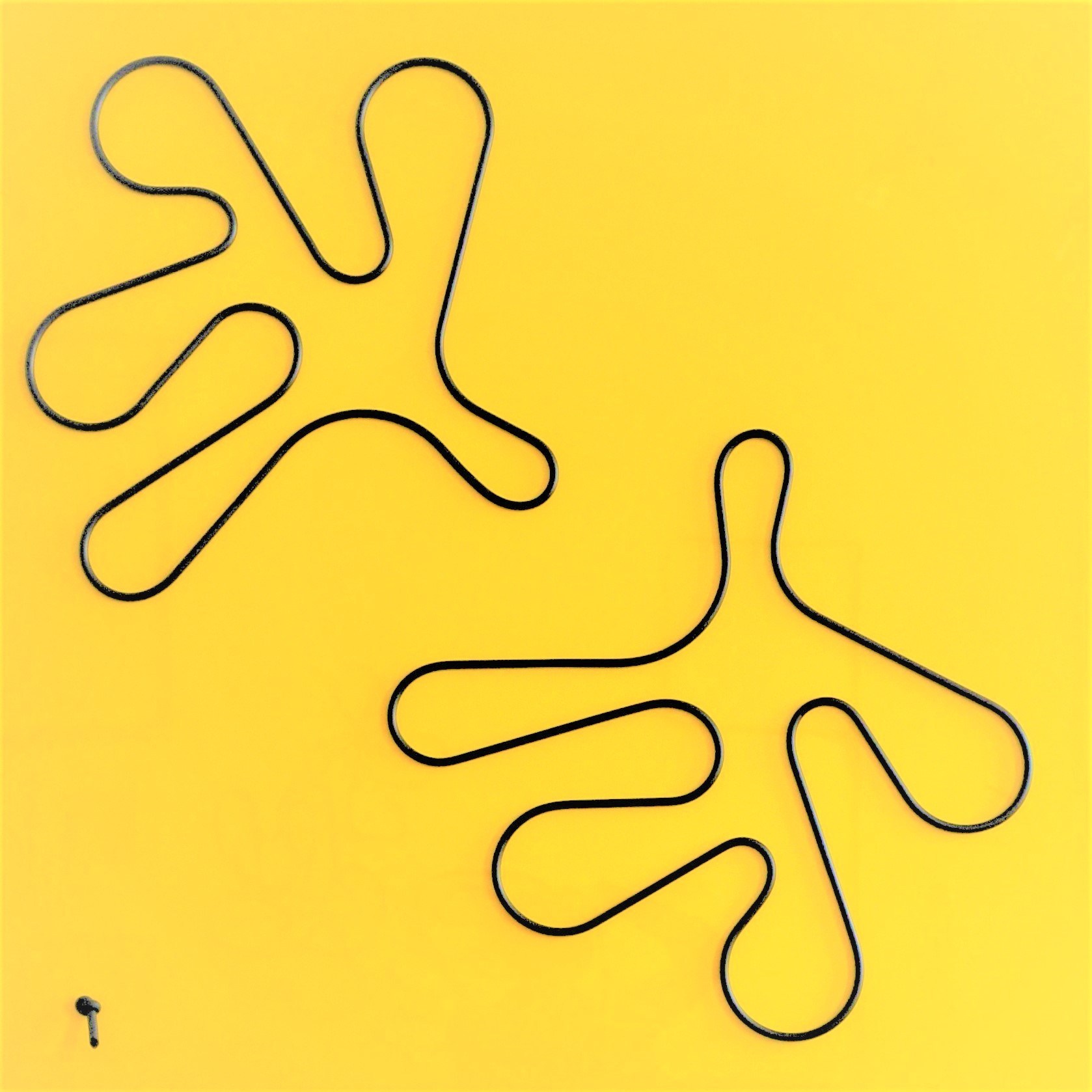
„…together“. Wandinstallation für ein Wohnhaus der Wohnhausanlage Glanbogen, Salzburg, 2019

## Ausstellungen (Auswahl)
- 2000 „incontro“, Centre d´art Ivry-sur-Seine, le Crédac, Frankreich
- 2001 „Transgression“, Künstlerhaus, Wien
- 2003 „Frauenbild. Fotografie, Skulptur und Video aus der Sammlung des NÖ Landesmuseum“, Museum Niederösterreich, St. Pölten[6]
- 2004 „summerstage 2004“, Skulpturengarten, im Alsergrund, Wien
- 2005 „natur (skul)p(t)ur“, Künstlerhaus, Wien
- 2005 „variation.élastique“, art position Galerie, Wien
- 2005 „irritation.variation.intuition“, art room Würth, Böheimkirchen
- 2005 „skin/haut“, CAFA Museum, Bejing
- 2005 „mind migration“, Künstlerhaus, Bratislava
- 2006 „1900-2000. 100 Jahre österreichische Kunst, Konfrontationen und Kontinuitäten“, Sammlung Essl, Klosterneuburg
- 2007 „weiß ist eine farbe“, blaugelbe Galerie, Zwettl
- 2007 „body.shell“, Galerie Franzke, Wien
- 2008 „Die Liebe zu den Objekten, Aspekte zeitgenössischer Skulptur“, Museum Niederösterreich, St. Pölten
- 2008 „echinops.retro“, Galerie allerArt/Remise Bludenz
- 2009 „a matter of form“, Raum II, Plattform für junge Kunst/Bäckerstrasse4, Wien
- 2009 „different.ways.2.SULPTURES I“, Künstlerhaus Klagenfurt und Künstlerhaus Bregenz
- 2010 „raum_körpereinsatz, Positionen der Skulptur“, MUSA Museum Startgalerie Artothek, Wien
- 2011 „we marry cars“, Gallery Onetwentyeight, New York
- 2011 „L.O.O.P“, Galerie Chobot, Wien
- 2011 „self.control“, Kunstverein Baden, Baden bei Wien
- 2012 „entre.SCULPTURES“, Galerie Prisma, Bozen
- 2013 „REIGEN.im.park“, Arthur Schnitzler Park, Baden bei Wien
- 2014 „pattern“, Raum der Stille/KHG, Universität Linz
- 2015 „TRANS.FORMATION“, Kreuzschwestern Galerie, Linz
- 2015 „GELB“, BIG Gallery, Dortmund
- 2015 „ENTRE.sculptures“, Galerie MAERZ, Linz
- 2016 „3 Räume.3 Farben“, Landhausbrücke, Landhaus, St. Pölten
- 2016  ART AUSTRIA, Galerie Straihammer und Seidenschwann, Wien
- 2016 „hoch.STAPELEI“, Galerie Straihammer und Seidenschwann, Wien
- 2017 „ASPEKTE:FARBE!“, Kunstsammlung des Landes OÖ, Ursulinenhof Linz[7]
- 2018 „PILLOWTALK“,  Galerie Straihammer und Seidenschwann, Wien
- 2018 „PFLEGE DAS LEBEN“, Frauenmuseum Hittisau, Vorarlberg
- 2018 „DAS KONZEPT DER LINIE“, Galerie im Lindenhof, Raabs an der Thaya; Langenzersdorf Museum[8]
- 2019 „GARDEN OF EDEN“, Textile Kultur Haslach, Schloss Neuhaus, Oberösterreich
- 2019 „ALLE ZEIT DER WELT“, Bildungshaus Schloss Puchberg, Oberösterreich
- 2020 „geburtskultur. vom gebären und geboren werden“, Frauenmuseum Hittisau, Vorarlberg
- 2020 „SIX APPEAL“, NÖ Dokumentationszentrum für moderne Kunst, St. Pölten
- 2021 „Wilde Kindheit“, Lentos Kunstmuseum Linz
- 2021 „Von der Linie zum Raum“, zs art Galerie, Wien
- 2021 „2GETHER“, Galerie Eboran, Salzburg
- 2021 „HULA HOOP“, Bildraum Bodensee, Bregenz
- 2022 „ITALIAN RED“, Österreichisches Kulturforum Bratislava
- 2023 „DEMEDARTS“, Künstlerhaus/Factory, Wien
- 2023 „réflexion“, ÖBV-Atrium, Wien
- 2023 „IN SCHWEBE“, kunstraumarcade, Mödling
- 2023 „FEMINALE“, zs art galerie, Wien
- 2023 „PARALLEL SKULPTURENPARK“, zs art galerie, Toscanapark, Gmunden

## Kuratorische Projekte (Auswahl)
- 2005 „natur (skul)p(t)ur“, Künstlerhaus Galerie, Wien
- 2010 „natur.PUR.2010“, Künstlerhaus Klagenfurt, Kärnten
- 2012 „entre.SCULPURES.2012“, Südtiroler Künstlerbund Galerie Prisma, Bozen
- 2013 „REIGEN.im.park“, Arthur Schnitzler Park, Baden/NÖ
- 2015 „ENTRE.sculptures“, Galerie MAERZ, Linz
- 2023 „MUSIK IM FOKUS der bildenden Kunst“, Ausstellungsserie in Langenzersdorf Museum (Langenzersdorf), Galerie grenzART (Hollabrunn), Gemeindeamt (Kirchberg am Wagram)

## Auszeichnungen
- 1984/85/86/87 Preise der Münze Österreich
- 1997 Trakl-Förderpreis des Landes Salzburg
- 1998 Pfann Ohmann Preis für interdisziplinäre Kunst im öffentlichen Raum in Österreich des Wiener Künstlerhauses
- 1998/99 Paris Stipendium des Bundeskanzleramts, Kunstsektion des Bundes
- 2000 Anerkennungspreis des Landes Niederösterreich für bildende Kunst
- 2009 Goldene Medaille des Künstlerhauses Wien[9]

## Sammlungen
- Museum Niederösterreich
- Oberösterreichisches Landesmuseum/Landesgalerie Linz
- BH Bruck an der Leitha, Niederösterreich
- Kulturamt der Stadt Wien
- Artothek des Bundes, Wien
- Sammlung Würth International
- Bibliothèque nationale de Paris/France
- Lentos Kunstmuseum Linz